# Frälsningsarméns sångbok (1990)
Frälsningsarméns sångbok från 1990 innehåller 870 sånger och de 325 första sångerna är gemensamma för de flesta kristna samfund i Sverige. Sångerna 326–870 är sånger som kan finnas i andra sång- eller psalmböcker men under andra nummer men även sånger eller psalmer som inte finns i andra samfunds sång- och psalmböcker förekommer. 

## Innehåll – se vidare
- Psalm 1–325 i den ekumeniska psalmboken
- Nummer 326–870 i Frälsningsarméns sångbok (1990)

### Fotnoter
1. ↑  Inger Selander (25 februari 2005). ”Frälsningsarméns sångbok”. Årsbok för svenskt gudstjänstliv. http://journals.lub.lu.se/index.php/sgl/article/view/12032. Läst 6 oktober 2017.